# Afranthidium honestum
Afranthidium honestum är en biart som först beskrevs av Cockerell 1936.  Afranthidium honestum ingår i släktet Afranthidium och familjen buksamlarbin. Inga underarter finns listade i Catalogue of Life.